# Dypsis lanceolata
Dypsis lanceolata är en enhjärtbladig växtart som först beskrevs av Odoardo Beccari, och fick sitt nu gällande namn av Henk Jaap Beentje och John Dransfield. Dypsis lanceolata ingår i släktet Dypsis och familjen Arecaceae. IUCN kategoriserar arten globalt som sårbar.
Artens utbredningsområde är Komorerna. Inga underarter finns listade i Catalogue of Life.